# Sosnowa-Dębowa
Sosnowa-Dębowa (dawn. Wolica Dębowa-Sosnowa) – wieś w Polsce położona w województwie lubelskim, w powiecie zamojskim, w gminie Komarów-Osada.
| SIMC    | Nazwa   | Rodzaj    |
| ------- | ------- | --------- |
| 0890910 | Dębowa  | część wsi |
| 0890927 | Sosnowa | część wsi |

W latach 1975–1998 miejscowość administracyjnie należała do województwa zamojskiego.
Wieś jest sołectwem w gminie Komarów-Osada. Według Narodowego Spisu Powszechnego z roku 2011 wieś liczyła 102 mieszkańców.
Wierni Kościoła rzymskokatolickiego należą do parafii Nawiedzenia Najświętszej Maryi Panny w Wożuczynie.